# Smile (Album)
Smile ist ein unvollendetes Album der amerikanischen Pop- und Rockgruppe The Beach Boys, das zwischen den Jahren 1966 und 1967 von ihrem Bandleader Brian Wilson und dem Texter Van Dyke Parks konzipiert und komponiert wurde. 2003 wurde das Projekt durch Wilson und Parks wiederbelebt und es erschien im Jahr 2004 eine Version von Smile als Soloalbum von Brian Wilson unter dem Titel Brian Wilson presents Smile. 2011 wurde das Boxset The Smile Sessions veröffentlicht. Dieses Set enthält unter anderem Originalaufnahmen aus den Jahren 1966 und 1967 sowie eine rekonstruierte Fassung des Smile-Albums.

## Dumb Angel/Smile und die Beach Boys

### Konzept und Entstehung
1966 konnten die Beach Boys mit ihrem Album Pet Sounds und der darauffolgenden Single Good Vibrations große Erfolge erzielen. Wilson – durch Freunde davon überzeugt, dass Ehrgeiz nicht gleich Wahnsinn sei – wollte jedoch noch mehr erreichen. Der Produzent Terry Melcher machte ihn mit dem Musiker Van Dyke Parks bekannt. Parks hatte bisher als Studiomusiker und Texter gearbeitet. Brian Wilson war von der Wortgewandtheit und dem Sprachstil Parks’ zutiefst beeindruckt, aber vor allem dessen Texte imponierten ihm. Also verpflichtete Wilson Parks als Partner für sein neues Album. Wilson und Parks hatten den mutigen Entschluss gefasst, eine „Teenage Symphony to God“ zu schaffen. Anfangs nannte Wilson das Projekt „Dumb Angel“, wenig später änderte er den Titel in Smile um, da er der Menschheit das Lächeln zeigen wollte, das er dank bewusstseinverändernder Drogen bereits gefunden hatte.
Um neue Inspiration zu erhalten, ließ Wilson in seinem Wohnzimmer einen Sandkasten um sein Klavier herum errichten, damit er beim Spielen mit den Füßen den Sand berühren konnte. Dies begründete seine „Piano in the Sand Box“-Ära.
Wilson und Parks erstellten das Konzept für ein Album, das eine Aufarbeitung der Geschichte Amerikas darstellen sollte. Der Weg sollte von den Indianern und Pilgervätern bis nach Hawaii führen. Parallel wurde das Album in drei verschiedene Hauptteile konzipiert, die gemeinsam durch das Album flossen. Dazu versuchte Wilson, musikalisch die vier Elemente Feuer, Wasser, Erde und Luft darzustellen.
Parks brachte Wilson von den üblichen Themen der Beach Boys wie Liebe und Romantik weg, hin zu freien Wortassoziationen und elliptischen Bildern. Die Texte kreisten um die Kindheit, Adoleszenz, aber ebenso um die Kraft des Lächelns und den Wunsch nach einem unkomplizierten Leben. Das Konzept des Albums pendelte durch die verschiedensten Musikstile und brachte neben nicht ganz eingängiger Popmusik auch Einflüsse des Jazz, Bach und Vaudeville mit sich. Untermauert wurden diese Stile mit Vibraphon, Theremin, Party- und Arbeitsgeräuschen (Workshop-Titel: Sägen, Schraubenzieher, Handbohrer und anderes). Als Zentralpunkt dieses Werkes stand der Titel Surf’s Up!. Er zeigte die Hoffnung, die Träume, das Sein des Menschen und hatte die Aussage: Zurück zur Kindheit, zurück an den Strand. Zurück auf die Welle, bis man schließlich Gottes Wort hört, manifestiert in einem Kinderlied.
Surf’s Up war einer der ersten Titel, den Brian Wilson und Van Dyke für Smile geschrieben hatten. Die anderen Bandmitglieder der Beach Boys hatten jedoch Probleme mit dem Konzept. Vor allem Mike Love kritisierte den Text. „Erkläre mir das, was bedeutet das?“ soll er immer wieder gefragt haben. Parks fühlte sich in die Defensive gedrängt und erklärte Love daraufhin, dass der Text überhaupt nichts bedeute.
Viele weitere Stücke wurden von Wilson und Parks geschrieben. Wilson nahm mit Studiomusikern den Instrumentaltrack auf, anschließend gingen die Beach Boys ins Studio, um den Gesang aufzunehmen. Darunter war auch der Song Heroes and Villains, der immer wieder neu strukturiert und umgeschrieben wurde, so dass mehrere verschiedene unfertige Versionen existieren.

### Aufnahmen und geplante Veröffentlichung
Im Dezember 1966 wurde eine handgeschriebene Liste mit zwölf Liedern an Capitol Records übergeben, welche die geplante Titelliste beinhaltete. Dies waren die Titel:
- Do You Like Worms
- Wind Chimes
- Heroes and Villains
- Surf’s Up
- Good Vibrations
- Cabin Essence
- Wonderful
- I’m in Great Shape
- Child Is Father of the Man
- The Elements
- Vega-Tables
- The Old Master Painter

Von wem diese Liste stammt, ist ungeklärt, denn es ist nicht Brian Wilsons Handschrift. 2006 damit konfrontiert, erklärte er, die Liste noch nie gesehen zu haben. Es ist anzunehmen, dass eine „Alibi-Liste“ von Carl Wilson erstellt wurde, um bei der Plattenfirma Zeit zu gewinnen. Capitol begann, an einem Albumcover sowie an der Promotion für das Projekt zu arbeiten. Durch massive Werbung in Printmedien sowie die Vorstellung des Projektes in Leonard Bernsteins Show Inside Pop erhielt Smile Aufmerksamkeit in der Öffentlichkeit.

### Probleme bei der Erstellung
Das Stück Heores and Villains war in seiner Erstfassung etwa zwölf Minuten lang und war in verschiedene Sektionen geteilt. Das Lied wurde im Dezember 1966 aufgenommen und war für Januar 1967 zur Veröffentlichung vorgesehen. Wilson war allerdings unzufrieden mit dem Stück und änderte es immer wieder um. Es kam zu Nachaufnahmen bis in den März 1967. Brian Wilson überkamen auch durch den Misserfolg von Pet Sounds Zweifel und er fürchtete die Reaktion des Publikums auf Smile. Zudem legte er ein eigenartiges Verhalten an den Tag. Während der Aufnahmen zum Element Feuer wies er die Studiomusiker an, Feuerwehrhelme zu tragen und im Studio ein Feuer zu entfachen, da er durch den Rauch die richtige Atmosphäre schaffen wollte. Am Tag der Aufnahmen des Liedes brach in der Straße, in der das Studio lag, in einer Fabrik ein Feuer aus – wobei Wilson einige Jahre darauf erwähnte, er denke, er sei durch seine Musik für das Feuer verantwortlich gewesen.
Brian Wilsons kreativer Fluss wurde zudem immer wieder unterbrochen. Anfangs war Capitol Records dem Projekt nicht ganz aufgeschlossen, danach war Wilson mit den Aufnahmen unzufrieden. 1967 lagen die Beach Boys schließlich im Streit mit der Plattenfirma. Neben der Verzögerung des Projektes ging es auch um die Verlängerung des auslaufenden Plattenvertrages und um Tantiemenzahlungen, die Capitol Records den Beach Boys noch schuldete.
Zudem kam es auch intern immer wieder zu Streitereien, vor allem durch Kritik von Mike Love an Van Dyke Parks. Während der Aufnahmen zu dem Titel Cabinessence begann Love abermals einen Streit mit Parks, der dessen Text kritisierte. „Over and over the crow cries uncover the cornfields“ las Love ihm vor. „Erklär mir das, was bedeutet das?“ Nach einer heftigen Auseinandersetzung verließ Parks das Aufnahmestudio. Er beendete die Partnerschaft mit Wilson, und die beiden kreativen Köpfe hinter dem Projekt gingen unverrichteter Dinge auseinander.

### Ende des Projektes
Als Capitol Records das Album im Juni 1967 veröffentlichen wollte, hatten die Beatles bereits ihr Sgt.-Pepper’s-Album auf den Markt gebracht. Dazu hatte sich 1967 die Musikszene durch den Einfluss der Hippies nahezu über Nacht verändert und Wilson fürchtete, dass Smile in der Bugwelle der psychedelischen Bewegung kentern und untergehen könnte. Da Smile auch Ähnlichkeiten zu Sgt. Pepper’s aufwies, fürchtete Brian Wilson zudem, von der Musikwelt als Nachahmer angesehen zu werden.
Die fertigen Smile-Tonbänder verschwanden. Brian Wilson behauptete viele Jahre, er habe die Bänder in seiner Enttäuschung zerstört – mit der Absicht, eine Veröffentlichung unmöglich zu machen. Jahre später stellte sich aber heraus, dass Wilson es nicht über das Herz gebracht hatte, die fertigen Aufnahmen zu zerstören und es viele fertige Bänder sowohl in den Archiven von Brian Wilson als auch bei Van Dyke Parks gab.
Smile sollte als „größtes verlorenes Album“ in die Rockgeschichte eingehen und wurde so zum Mythos.

### Veröffentlichungen
In den nächsten Jahren tauchte immer wieder Smile-Material oder Fragmente daraus auf Beach-Boys-Alben auf. Die Titel
- Heroes & Villains, Good Vibrations, Vegetables, Wind Chimes und Wonderful erschienen auf dem Album Smiley Smile aus dem Jahr 1967.
- Mama Says, ursprünglich ein Teil von Vegetables, wurde in abgeänderter Form auf dem Album Wild Honey veröffentlicht.
- Cabinessence und Our Prayer wurden auf 20/20 im Jahr 1969 veröffentlicht.
- Cool, Cool Water, basierend auf „I Love To Say Dada“, erschien im Jahr 1970 auf dem Album Sunflower.
- Surf’s up! wurde im Jahr 1971 auf dem gleichnamigen Album veröffentlicht.

## Brian Wilson presents Smile
Immer wieder in den verschiedenen Jahrzehnten bekundete Brian Wilson die Möglichkeit, Smile doch noch zu veröffentlichen, was 2003 schließlich auch in die Wege geleitet wurde. Wilson hatte die Idee, das Smile-Album als sinfonisches Gesamtwerk live aufzuführen und damit eine Tournee zu starten.
Wilson traf sich mit seinem alten Freund Van Dyke Parks – der Kontakt riss nie vollständig ab – und man begann wieder, an Smile zu arbeiten. Parks vervollständigte und überarbeitete die vorhandenen Texte und stand Wilson mit seinem Wissen zur Seite. So versuchten sie, die ursprüngliche Reihenfolge der Lieder wiederherzustellen. Des Weiteren holte sich Wilson den jungen Musiker Darian Sahanaja in sein Team. Sahanaja war Keyboarder in Wilsons Tourband und ein absoluter Experte für das Smile-Album, der offensichtlich jedes Bootleg besaß, das es von Smile gab. Wilson übergab Sahanaja eine handgeschriebene Liste der geplanten Titel für Smile. Einige Songs waren allerdings Wilsons Zensur zum Opfer gefallen, da er diese Stücke nicht auf dem Smile-2004-Album haben wollte. Die Liste umfasste 21 der ursprünglich über 30 Songs. Hieraus wurden weitere Stücke gestrichen oder zusammengefügt. Schließlich wurde noch Good Vibrations in das Programm aufgenommen, das Wilson anfangs auch nicht auf Smile haben wollte. Wilson bat Parks darum, den Text von Good Vibrations noch einmal zu überarbeiten. Dieser hielt es allerdings nicht für nötig und riet ihm dazu, einfach den Originaltext von Tony Asher zu verwenden, was Wilson tat. Als letzter Schritt wurde die Reihenfolge der Lieder etwas verändert.
Gemeinsam arrangierten Brian Wilson und Darian Sahanaja das Album für die zehnköpfige Band. Für die Liveauftritte engagierten sie schließlich noch die Stockholm Strings ’n’ Horns, um die aufwändigen Arrangements spielen zu können. Im Februar 2004 wurde Smile uraufgeführt. Als Ort der Premiere wurde London auserkoren. Wilson wollte ein Konzert im kleineren Rahmen veranstalten, also entschied man sich für die Royal Festival Hall. Der Ansturm auf Karten war allerdings so groß, dass die Band sechs weitere Konzerte in London spielen musste, um der Nachfrage gerecht zu werden. Nach der erfolgreichen Europatournee versammelte sich die Band im Studio, um Smile als Studioalbum aufzunehmen. Sie beschlossen, weiterhin die Live-Arrangements – mit kleinen Änderungen – zu verwenden und das Album mehr oder minder auch live einzuspielen. Allein für die Single Good Vibrations hatte Wilson 1966 ein halbes Jahr benötigt, das gesamte Smile-Album nahm die Band in drei Tagen auf. Danach gingen sie erneut auf Tournee und bereisten die USA, Australien, Neuseeland und Japan.
Am 29. September 2004 wurde Smile veröffentlicht. Neu eingespielt, neu aufgenommen und HDCD-codiert, lag das Album 37 Jahre „zu spät“ in den Verkaufsregalen.
Brian Wilson hegte anfangs große Zweifel, ob sich dieses Album überhaupt verkaufen würde, welche sich aber als unbegründet herausstellten. Bereits eine Woche nach Veröffentlichung war Smile weltweit in den Hitparaden vertreten. Die größten Erfolge waren ein siebter Platz in Großbritannien, wo das Album Goldstatus erreichte und Rang 13 in den USA. Dazu war es in den Top 30 in Australien, Japan, den Niederlanden, Deutschland, der Schweiz und in vielen weiteren Ländern.
Smile wurde als „Album des Jahres 2004“ ausgezeichnet. Dazu wurde es für drei Grammy Awards nominiert – für die Sparten „Best Vocal Pop Album“, „Best Instrumental Rock Performance“ und „Best Studio Engineering“. Letztlich bekam Brian Wilson allerdings nur den Grammy in der Sparte „Best Instrumental Rock Performance“ für den Titel Mrs. O’Learys Cow. Dieser Titel symbolisiert das Element „Feuer“ auf dem Smile-Album. Der Titel geht darauf zurück, dass die Kuh einer gewissen Mrs. O’Leary durch das Umtreten einer Lampe angeblich den Brand von Chicago im Jahre 1871 ausgelöst haben soll.
Das Album wurde von Brian Wilson produziert, als Mixdown Producer fungierte Darian Sahanaja. Veröffentlicht wurde das Album über Nonesuch Records.

### TitellisteBrian Wilson presents Smile
1. Our Prayer/Gee (Brian Wilson)
2. Heroes and Villains (Brian Wilson/Van Dyke Parks)
3. Roll Plymouth Rock (Brian Wilson/Van Dyke Parks)
4. Barnyard (Brian Wilson/Van Dyke Parks)
5. The Old Master Painter/You Are My Sunshine (Davis/Gellespie/Smith)
6. Cabin Essence (Brian Wilson/Van Dyke Parks)
7. Wonderful (Brian Wilson/Van Dyke Parks)  UK-Charts #29
8. Song for Children (Brian Wilson/Van Dyke Parks)
9. Child Is Father of the Man (Brian Wilson/Van Dyke Parks)
10. Surf’s Up! (Brian Wilson/Van Dyke Parks)
11. I’m in Great Shape/I Wanna Be Around/Workshop (Brian Wilson/Van Dyke Parks/Mercer/Vimmerstadt)
12. Vega-Tables (Brian Wilson/Van Dyke Parks)
13. On a Holiday (Brian Wilson/Van Dyke Parks)
14. Wind Chimes (Brian Wilson/Van Dyke Parks)
15. Mrs. O’Leary’s Cow (Brian Wilson)
16. In Blue Hawaii (Brian Wilson/Van Dyke Parks)
17. Good Vibrations (Brian Wilson/Tony Asher/Mike Love) UK Charts #30

Der Song Good Vibrations wurde für Brian Wilson presents Smile mit neuem Text aufgenommen. Mit Ausnahme der ersten Textzeile und des Refrains stammt dieser Text aus der originalen (unvollendeten) Version, die Tony Asher noch während der Aufnahmen zu Pet Sounds im Februar 1966 geschrieben hatte. Der Text der Single-Version vom Oktober 1966 stammt von Mike Love. Für die Version 2004 bat Wilson Van Dyke Parks, den Text noch einmal zu überarbeiten, was dieser allerdings für unnötig hielt.

## The Smile Sessions
2011 erschien mit über 45 Jahren Verspätung das Album als The Smile Sessions in drei Varianten: Als Einzel- und Doppel-CD, sowie in einer  Box, die unter anderem Vinyl-Ausgaben des Albums und der Singles Heroes and Villains und Vega-Tables beinhaltet. Das Album ist von der Titelliste an Brian Wilson presents Smile angelehnt. 2013 erhielt die Box bei den Grammy Awards 2013 den Grammy in der Kategorie Best Historical Album.
Titelliste der Doppel-CD:

### CD 1:Smile
1. Our Prayer – 1:06
2. Gee – 0:51
3. Heroes and Villains – 4:53
4. Do You Like Worms (Roll Plymouth Rock) – 3:36
5. I’m in Great Shape – 0:29
6. Barnyard – 0:48
7. My Only Sunshine (The Old Master Painter / You Are My Sunshine) – 1:57
8. Cabin Essence – 3:32
9. Wonderful – 2:04
10. Look (Song for Children) – 2:31
11. Child Is Father of the Man – 2:14
12. Surf’s Up – 4:12
13. I Wanna Be Around / Workshop – 1:23
14. Vega-Tables – 3:49
15. Holidays – 2:33
16. Wind Chimes – 3:06
17. The Elements: Fire (Mrs. O’Leary’s Cow) – 2:35
18. Love to Say Dada – 2:32
19. Good Vibrations – 4:13

Bonustitel
1. You’re Welcome – 1:08
2. Heroes and Villains (Stereo Mix) – 4:53
3. Heroes and Villains Sections (Stereo Mix) – 7:16
4. Vega-Tables Demo – 1:46
5. He Gives Speeches – 1:14
6. Smile Backing Vocals Montage – 8:30
7. Surf’s Up 1967 (Solo Version) – 4:09
8. Psycodelic Sounds: Brian Falls into a Piano – 1:30
9. Smile Retail Promo Advertisement (hidden track) – 1:02

### CD 2
1. Our Prayer ‘Dialog’ (9/19/66) – 3:02
2. Heroes and Villains: Part 1 – 3:08
3. Heroes and Villains: Part 2 – 4:18
4. Heroes and Villains: Children Were Raised (1/27/67) – 2:07
5. Heroes and Villains: Prelude to Fade (2/15/67) – 3:42
6. My Only Sunshine (11/14/66) – 6:52
7. Cabin Essence (10/3/66) – 5:19
8. Surf’s Up: 1st Movement (11/4/66) – 4:55
9. Surf’s Up: Piano Demo (12/15/66) – 3:53
10. Vega-Tables: Fade (4/12/67) – 5:25
11. The Elements: Fire session (11/28/66) – 8:27
12. Cool, Cool Water (Version 2) (10/26/67–10/29/67) – 3:32
13. Good Vibrations Session Highlights – 8:20